# René-Levasseur-Insel
Die René-Levasseur-Insel (französisch Île René-Levasseur) ist eine Insel in der kanadischen Provinz Québec. Die kreisförmige Insel mit einem Durchmesser von etwa 72 km entstand 1970 durch Aufstau des Rivière Manicouagan.

## Geographie
Die 2020 km² große Insel wird von dem ringförmigen Manicouagan-Stausee umschlossen. Sie ist dicht bewaldet und umfasst zwei Naturreservate. Ihr höchster Punkt ist der 952 Meter hohe Mont Babel. Sie ist die größte durch menschliche Aktivität entstandene Insel der Erde sowie die zweitgrößte in einem Binnensee gelegene (nach Manitoulin im Huronsee). Eine weitere Besonderheit ist, dass die Insel eine größere Fläche besitzt als der See, in dem sie sich befindet. Auf der Insel befinden sich zahlreiche Seen, in denen auch wieder Inseln sind.

## Geschichte
Die René-Levasseur-Insel stellt den Zentralberg eines Einschlagkraters dar, des Manicouagan-Kraters, welcher vor ungefähr 214 Millionen Jahren entstand. In den 1960er Jahren wurde die Daniel-Johnson-Staumauer südlich der heutigen Insel erbaut und der Manicouagan aufgestaut. So bildete sich die Insel, die nach einem leitenden Ingenieur des Staudammprojekts benannt wurde.